# Palude (Van Ruisdael)
Palude è un dipinto a olio su tela (72,5x99 cm) realizzato tra il 1665 ed il 1669 dal pittore olandese Jacob Van Ruisdael.
È conservato nel Museo dell'Ermitage di San Pietroburgo.
Il soggetto pittorico è una palude che, con la sua folta vegetazione,  sembra costituire un universo raccolto a parte dal restante paesaggio. I toni cromatici, dal bruno al verde scuro, si differenziano nettamente dal resto del cielo, di un azzurro terso.  Nel fiume che attraversa la palude, in lontananza, si scorge un barcaiolo che procede aiutandosi con la pertica.